# Степанов Федір Федорович
Федір Федорович Степанов (9 квітня 1913 — 13 листопада 1986) — радянський військовий льотчик, Герой Радянського Союзу (1942), у роки німецько-радянської війни командир загону 1-го важкого бомбардувального авіаційного полку 23-ї бомбардувальної авіаційної дивізії далекобомбардувальної авіації, капітан.

## Біографія
Народився 9 квітня 1913 року в селищі Саки, нині місто в Криму (Україна), в сім'ї робітника. Росіянин. Освіта середня. Працював у Севастопольському міськкомі комсомолу.
У Червоній Армії з 1932 року. У 1933 році закінчив Качинську військову школу льотчиків.
Учасник вторгнення СРСР до Польщі 1939 року, радянсько-фінляндської війни 1939-40 років.
У боях німецько-радянської війни з червня 1941 року. Командир загону 1-го важкого бомбардувального авіаційного полку (23-я бомбардувальна авіаційна дивізія, АДД) капітан Федір Степанов до січня 1942 року здійснив 142 бойових вильоти на бомбардування важливих об'єктів, знищення живої сили і техніки противника.
20 червня 1942 за зразкове виконання бойових завдань командування на фронті боротьби з німецько-фашистським загарбниками і проявлені при цьому мужність і героїзм капітану Степанову Федору Федоровичу присвоєно звання Героя Радянського Союзу з врученням ордена Леніна і медалі «Золота Зірка» (№ 594). 
У 1950 році закінчив курси удосконалення офіцерського складу (КУОС) при Військово-повітряній академії, в 1953 році  — Військову академію Генерального штабу.
З 1962 року генерал-майор авіації Степанов Ф.Ф. у запасі. Жив у Києві. Помер 13 листопада 1986. Похований у Криму в своєму рідному місті Саки.